# وادي زيز
وادي زيز هو نهر في جنوب المملكة المغربية. مصدره يتواجد في جبال الأطلس المتوسط في المغرب ويصب في الصحراء الكبرى. المدن المهمة التي توجد على نهر زيز تشمل الراشيدية، أرفود وسجلماسة.